# Hans Schilling (Theologe)
Hans Schilling (* 23. September 1927 in Stuttgart; † 17. Mai 2000 in München) war ein deutscher römisch-katholischer Religionspädagoge, Pastoraltheologe und Hochschullehrer.

## Leben
Nach einem Studium der Theologie, Philosophie, Psychologie und Pädagogik an den Universitäten Tübingen und München wurde er 1958 in München promoviert.
Im Jahr 1951 ermpfing er die Ordination.
Von 1959 bis 1971 war er als Dozent in Eichstätt tätig. Im Jahr 1968 folgte seine Habilitation für das Fach Religionspädagogik durch die Katholisch-Theologische Fakultät der Ludwig-Maximilians-Universität München.
Ab 1967 arbeitete er als Professor für Religionspädagogik an der Pädagogischen Hochschule München-Pasing (bis zur Integration der Hochschule in die LMU), von 1972 bis 1994 als ordentlicher Professor für Pastoraltheologie an der LMU München. In den Jahren 1974 bis 1977 nahm er die Aufgabe des Dekans der Katholisch-Theologischen Fakultät der LMU wahr.

## Werke (Auswahl)

### Publikationen in Buchform
- Bildung als Gottesbildlichkeit. Eine motivgeschichtliche Studie zum Bildungsbegriff, München 1958 (Hochschulschrift, München, Philosophische Fakultät, Diss. vom 26. März 1958)
- Bildung als Gottesbildlichkeit. Eine motivgeschichtliche Studie zum Bildungsbegriff, Freiburg, Lambertus-Verlag 1961, (= Grundfragen der Pädagogik, Heft 15).
- Grundlagen der Religionspädagogik. Zum Verhältnis von Theologie und Erziehungswissenschaft, Düsseldorf 1970 (zugleich Hochschulschrift, Habilitation).
- (Hrsg.), in Verbindung mit Ferdinand Kopp, Religionsunterricht zwischen gestern und morgen. Die Vorträge des Religionspädagogischen Kurses 1971 im Cassianeum Donauwörth, Donauwörth 1972, ISBN 3-403-00285-3.
- Religion in der Schule. Eine Einführung in die Problematik des Religionsunterrichts an der staatlichen Schule, München, Don-Bosco-Verlag 1972, ISBN 3-7698-0176-8.
- Der Menschen Schönheit Ende? Voraussetzungen, Bedingungen und Maßstäbe kirchlicher Altenarbeit, München 1997, ISBN 3-7698-1028-7.

### Beiträge in Sammelwerken
- Pastorale Praxis im gesamtgesellschaftlichen Kontext, in: Heinz Fleckenstein u. a. (Hrsg.): Ostkirche – Weltkirche. Festgabe für Julius Kardinal Döpfner, Würzburg 1973, ISBN 3-429-00300-8, S. 507–527.

### Zeitschriftenartikel
- Kritische Thesen zur Gemeindekirche, in: Diakonia, Jahrgang 6,  1975, S. 78–99.
- Seelsorge zwischen wahren und falschen Bedürfnissen, in: Münchener Theologische Zeitschrift, Jahrgang 39, 1988, S. 18.

### Lexikonartikel
- Art. Altern, Alternsforschung, in LThK, 3. Auflage, Freiburg, Band 1 (A-Barcelona), ISBN 978-3-451-22100-2.